# Anthony Giddens
Anthony Giddens, britanski sociolog, * 18. januar 1938, London, Anglija, Združeno kraljestvo.

## Izbrana dela
- Nova pravila sociološke metode (New Rules of Sociological Method), 1976
- Preobrazba intimnosti (The Transformation of Intimacy), 1992
- Tretja pot: prenova socialne demokracije (The Third Way: the renewal of social democracy), 1998